# RFA Sir Bedivere (L3004)
El RFA Sir Bedivere (L3004) es un buque logístico de desembarco construido para la Marina Real británica. Sirvió de 1967 a 2008, combatiendo en la guerra de las Malvinas de 1982. Fue vendido a Brasil, donde funciona bajo el nombre de NDCC Almirante Saboia (G-25).

## Construcción y características
El Sir Bedivere fue construido por Hawthorn Leslie en el río Tyne. Las obras iniciaron en octubre de 1965 y la botadura se realizó el 20 de julio de 1966. El buque entró en servicio en la Marina Real británica el 18 de mayo de 1967.
Desplazaba 3270 t con carga ligera y 5674 t a plena carga. Tenía 125,1 m de eslora, 19,6 m de manga y 4,3 m de calado. Era propulsado por dos motores de 9400 bhp de potencia. Su velocidad máxima era de 17 nudos, pudiendo recorrer 8000 millas a 15 nudos.
Su tripulación era de 68 efectivos y tenía capacidad para transportar 340 tropas.

## Historia de servicio
El Sir Bedivere sirvió en la guerra de las Malvinas bajo el mando del capitán P. J. McCarthy. Partió al Atlántico Sur a principios de mayo de 1982. Arribó a las islas Malvinas después del desembarco británico en San Carlos. Se acusa una avería producida en el buque el 24 de mayo de 1982 por parte de bombas sin explotar de aviones A-4C Skyhawk del Grupo 4 de Caza.
El 14 de junio de 1982 se produjo la rendición argentina. En octubre de 1982, el Sir Bedivere partió de regreso a Gran Bretaña.
El Sir Bedivere causó baja el 18 de febrero de 2008. Fue transferido a la Marina de Brasil el 21 de mayo de 2009, siendo renombrado como NDCC Almirante Saboia (G-25).
En 2022 el Almirante Saboia participó de la revista naval llevada a cabo en la bahía de Guanabara (Río de Janeiro) por el Bicentenario de la Independencia de Brasil junto a otras naves nacionales y extranjeras.